# NGC 5304
NGC 5304 is een elliptisch sterrenstelsel in het sterrenbeeld Centaur. Het hemelobject werd op 10 april 1885 ontdekt door de Amerikaanse astronoom Lewis A. Swift.

## Synoniemen
- ESO 445-52
- MCG -5-33-22
- PGC 49090